# Crossodactylus grandis
Crossodactylus grandis é uma espécie de anura  da família Hylodidae.
É endémica do Brasil.
Os seus habitats naturais são: campos rupestres subtropicais ou tropicais e rios.
Está ameaçada por perda de habitat.